# Dom przy ul. Rwańskiej 3 w Radomiu
 Dom przy ul. Rwańskiej 3 / Szewskiej 6 w Radomiu – zabytkowy murowany dom z XIX wieku położony w Radomiu przy ul. Rwańskiej 3 oraz Szewskiej 6 w dzielnicy Miasto Kazimierzowskie.
Obiekt zajmuje działkę położoną między ulicą Rwańską i Szewską. Według wpisu do gminnej ewidencji zabytków Radomia czas budowy / przebudowy kamienicy to rok 1823 i 2. połowa XIX wieku. Obiekt wpisany jest do rejestru zabytków Narodowego Instytutu Dziedzictwa pod numerem 95/A/82 z 15.12.1982. Znajduje się też w gminnej ewidencji zabytków miasta Radomia. W przeszłości w kamienicy mieścił się m.in. warsztat Abrama Frydmana wyrabiający przedmioty z fajansu i porcelany

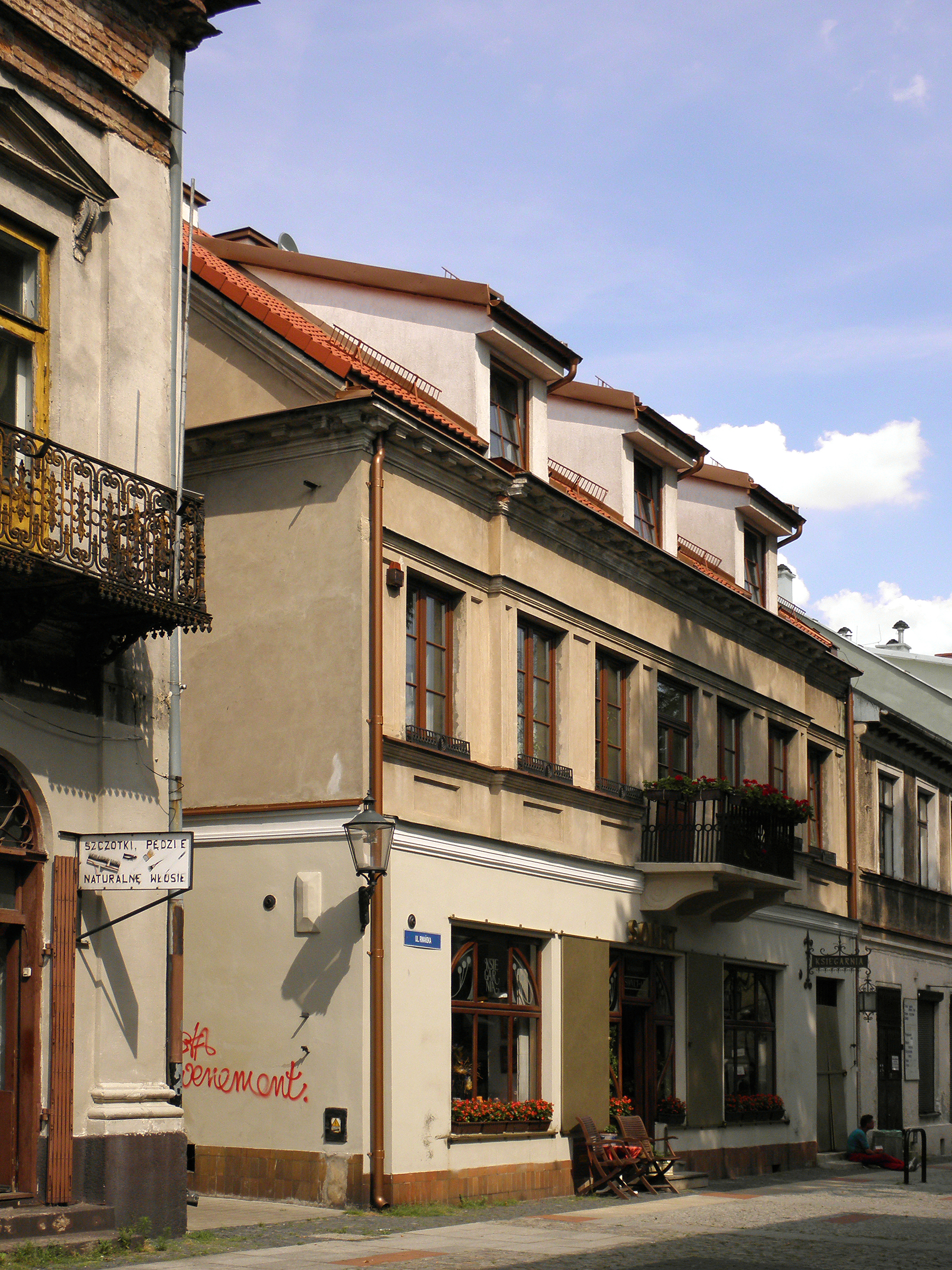
Widok od ul. Rwańskiej (2012)